# Bernhard Graf
Bernhard Graf (Dornbirn, 26 novembre 1988) è un ex sciatore alpino e sciatore freestyle austriaco.

## Biografia

### Stagioni 2004-2010
Graf, specialista delle prove veloci attivo in gare FIS dal dicembre del 2003, esordì in Coppa Europa il 12 gennaio 2007 nello slalom speciale di Donnersbachwald, che non portò a termine; due mesi dopo ai Mondiali juniores di Altenmarkt-Zauchensee/Flachau conquistò la medaglia d'argento nella combinata e quella di bronzo nella discesa libera e nel supergigante. Durante la stagione 2007-2008 ottenne il primo podio in Coppa Europa, il 2º posto nella supercombinata di Crans-Montana del 18 gennaio, e terminò l'annata con lo stesso piazzamento nella classifica di specialità.
Il 12 dicembre 2008 esordì in Coppa del Mondo nella supercombinata di Val-d'Isère, uscendo nella prima manche, e nel 2009 fu convocato per i Mondiali disputati nella medesima località francese, sua unica presenza iridata, durante i quali disputò la supercombinata, senza concluderla. Nella stessa stagione in Coppa Europa, grazie alla sua prima vittoria (nella supercombinata di Sarentino del 12 febbraio) e a una serie di piazzamenti, chiuse al 2º posto sia nella classifica generale, preceduto solo dal connazionale Florian Scheiber, sia in quella di supercombinata.

### Stagioni 2011-2020
Il 10 marzo 2011 conquistò a Sella Nevea in supergigante il suo ultimo successo in Coppa Europa e a fine stagione fu nuovamente 2º nella classifica generale vinta dal francese Alexis Pinturault; si aggiudicò invece quella di combinata e fu 2º anche in quella di supergigante. Il 27 novembre 2011 ottenne a Lake Louise in supergiante il suo miglior piazzamento di carriera in Coppa del Mondo (19º) e il 22 febbraio 2012 a Sella Nevea salì per l'ultima volta sul podio in Coppa Europa, classificandosi 3º nella medesima specialità. Le sue ultima gare in Coppa del Mondo e in Coppa Europa furono rispettivamente lo slalom gigante di Val-d'Isère del 14 dicembre 2013 e lo slalom gigante di Zell am See del 19 gennaio 2014; in entrambi i casi non completò la prova. Si congedò dallo sci alpino in occasione dello slalom gigante della XXVII Universiade invernale, il 12 febbraio 2015 in Sierra Nevada, ottenendo il 20º posto.
Dalla stagione 2014-205 gareggiò nel freestyle, specialità ski cross, esordendo in Coppa Europa il 23 novembre a Pitztaler Gletscher, senza completare la prova, e in Coppa del Mondo il 5 dicembre 2015 nel Montafon (50º); il 17 dicembre successivo conquistò a Val Thorens il primo podio in Coppa Europa (2º). Il 22 dicembre 2018 ottenne a San Candido  il miglior piazzamento in Coppa del Mondo (14º) e  il 17 gennaio 2019 conquistò a Val Thorens l'ultimo podio in Coppa Europa (2º); si ritirò all'inizio della stagione 2019-2020 e la sua ultima gara fu la prova di Coppa del Mondo disputata il 14 dicembre nel Montafon (38º). Non prese parte a rassegne olimpiche.

## Palmarès

### Sci alpino

#### Mondiali juniores
- 3 medaglie:
  - 1 argento (combinata ad Altenmarkt-Zauchensee/Flachau 2007)
  - 2 bronzi (discesa libera, supergigante ad Altenmarkt-Zauchensee/Flachau 2007)

#### Universiadi
- 2 medaglie:
  - 2 ori (slalom gigante, supercombinata a Erzurum 2011)
  - 1 bronzo (supergigante a Erzurum 2011)

#### Coppa del Mondo
- Miglior piazzamento in classifica generale: 101º nel 2012

#### Coppa Europa
- Miglior piazzamento in classifica generale: 2º nel 2009 e nel 2011
- Vincitore della classifica di combinata nel 2011
- 10 podi:
  - 3 vittorie
  - 3 secondi posti
  - 4 terzi posti

##### Coppa Europa - vittorie
| Data             | Località    | Paese  | Specialità |
| ---------------- | ----------- | ------ | ---------- |
| 12 febbraio 2009 | Sarentino   | Italia | SC         |
| 24 febbraio 2011 | Sarentino   | Italia | SC         |
| 10 marzo 2011    | Sella Nevea | Italia | SG         |

Legenda:

SG = supergigante

SC = supercombinata

#### Campionati austriaci
- 7 medaglie[1]:
  - 1 oro (slalom gigante nel 2013)
  - 1 argento (supercombinata nel 2011)
  - 5 bronzi (combinata nel 2006; supergigante nel 2007; slalom gigante nel 2010; slalom gigante nel 2012; supercombinata nel 2014)

#### Campionati austriaci juniores
- 10 medaglie[1]:
  - 8 ori (discesa libera, supergigante, slalom gigante, slalom speciale, combinata nel 2005; discesa libera, supergigante, combinata nel 2007)
  - 1 argento (discesa libera nel 2008)
  - 1 bronzo (slalom speciale nel 2007)

### Freestyle

#### Coppa del Mondo
- Miglior piazzamento in classifica generale: 230º nel 2019
- Miglior piazzamento nella Coppa del Mondo di ski cross: 43º nel 2019

#### Coppa Europa
- Miglior piazzamento nella classifica di ski cross: 6º nel 2016
- 4 podi:
  - 3 secondi posti
  - 1 terzo posto